# Trichosilia acarnea
Trichosilia acarnea là một loài bướm đêm trong họ Noctuidae.